# Saint-Remy-en-l’Eau
Saint-Remy-en-l’Eau település Franciaországban, Oise megyében. Lakosainak száma 435 fő (2022. január 1.). Saint-Remy-en-l’Eau Avrechy, Cuignières, Fournival, Lieuvillers, Le Mesnil-sur-Bulles és Valescourt községekkel határos.

## Népesség
A település népessége az elmúlt években az alábbi módon változott:
| Lakosok száma | 396  | 391  | 406  | 416  | 428  | 438  | 438  | 438  | 435  |
|               | 2013 | 2015 | 2016 | 2017 | 2018 | 2019 | 2020 | 2021 | 2022 |